# 賽斯·卡羅·錢德勒
小賽斯·卡羅·錢德勒（英語：Seth Carlo Chandler, Jr，1846年9月16日—1913年12月31日），美國天文學家。
他出生在美國麻薩諸塞州波士頓。在中學求學最後幾年他是哈佛大學天文台教授班傑明·皮爾士的計算員。
畢業後他成了天文學家班傑明·阿普索普·古爾德的助理。古爾德當時是美國國家大地測量局的主席。之後古爾德到阿根廷國家天文台當台長，錢德勒成為精算師，但不久又重新進行天文學研究。
他最有名的研究是錢德勒擺動（Chandler wobble），他花了三十年時間進行相關研究。
錢德勒也在天文學其他領域進行研究。他發現了北冕座T新星，改善了光行差的計算，以及計算小行星和彗星的軌道參數。

## 榮譽
- 1896年英國皇家天文學會金質獎章。
- 1894年詹姆斯·克雷格·沃森獎。
- 月球上的錢德勒撞擊坑。

## 外部連結
- 传记 （页面存档备份，存于） (National Academy of Sciences)